# Asnières-sur-Vègre
Asnières-sur-Vègre ist eine französische Gemeinde mit 337 Einwohnern (Stand: 1. Januar 2022) im Département Sarthe in der Region Pays de la Loire. Sie gehört zum Arrondissement La Flèche und zum Kanton Sablé-sur-Sarthe. Die Einwohner werden Asniérois und Asniéroise genannt.
Die Gemeinde erhielt 2022 die Auszeichnung „Zwei Blumen“, die vom Conseil national des villes et villages fleuris (CNVVF) im Rahmen des jährlichen Wettbewerbs der blumengeschmückten Städte und Dörfer verliehen wird.

## Geographie
Asnières-sur-Vègre liegt in der historischen Provinz Maine etwa 34 Kilometer westsüdwestlich von Le Mans an der Vègre. Umgeben wird Asnières-sur-Vègre von den Nachbargemeinden Poillé-sur-Vègre im Norden und Nordwesten, Fontenay-sur-Vègre im Norden, Tassé im Osten und Nordosten, Avoise im Süden, Juigné-sur-Sarthe im Westen und Südwesten sowie Auvers-le-Hamon im Westen.

## Bevölkerungsentwicklung
| Jahr                       | 1962 | 1968 | 1975 | 1982 | 1990 | 1999 | 2006 | 2013 | 2020 |
| Einwohner                  | 421  | 387  | 406  | 356  | 338  | 375  | 423  | 391  | 379  |
| Quellen: Cassini und INSEE |      |      |      |      |      |      |      |      |      |

## Sehenswürdigkeiten
- Kirche Saint-Hilaire, teilweise aus dem 11. Jahrhundert, mit Wandmalereien aus dem 12. 13. und 14. Jahrhundert, seit 1952 als Monument historique klassifiziert, Kirche seit 1979 als Monument historique klassifiziert
- Schloss Moulinvieux aus dem 17. Jahrhundert, seit 1989 als Monument historique eingeschrieben
- Herrenhaus La Cour, früherer Gerichtshof, im 13. oder 14. Jahrhundert errichtet, seit 1991 als Monument historique klassifiziert
- Herrenhaus La Tannerie aus dem 15. 16. und 19. Jahrhundert
- Herrenhaus Les Claies aus dem 15. Jahrhundert, seit 1996 als Monument historique eingeschrieben
- Brücke über die Vègre, errichtet 1809, seit 1984 als Monument historique eingeschrieben
- Zwei Wassermühlen an der Vègre aus dem 16. oder 17. Jahrhundert bzw. aus dem 19. Jahrhundert
- Schloss Notre-Dame in Moulin Vieux, zentraler Teil des Wohnhauses im 17. Jahrhundert erbaut, Umbauten und Erweiterungen im 18. und 19. Jahrhundert
- Ehemalige Kapelle Saint-Antoine aus dem 15. oder 16. Jahrhundert, heute Wohnhaus eines Bauernhofs

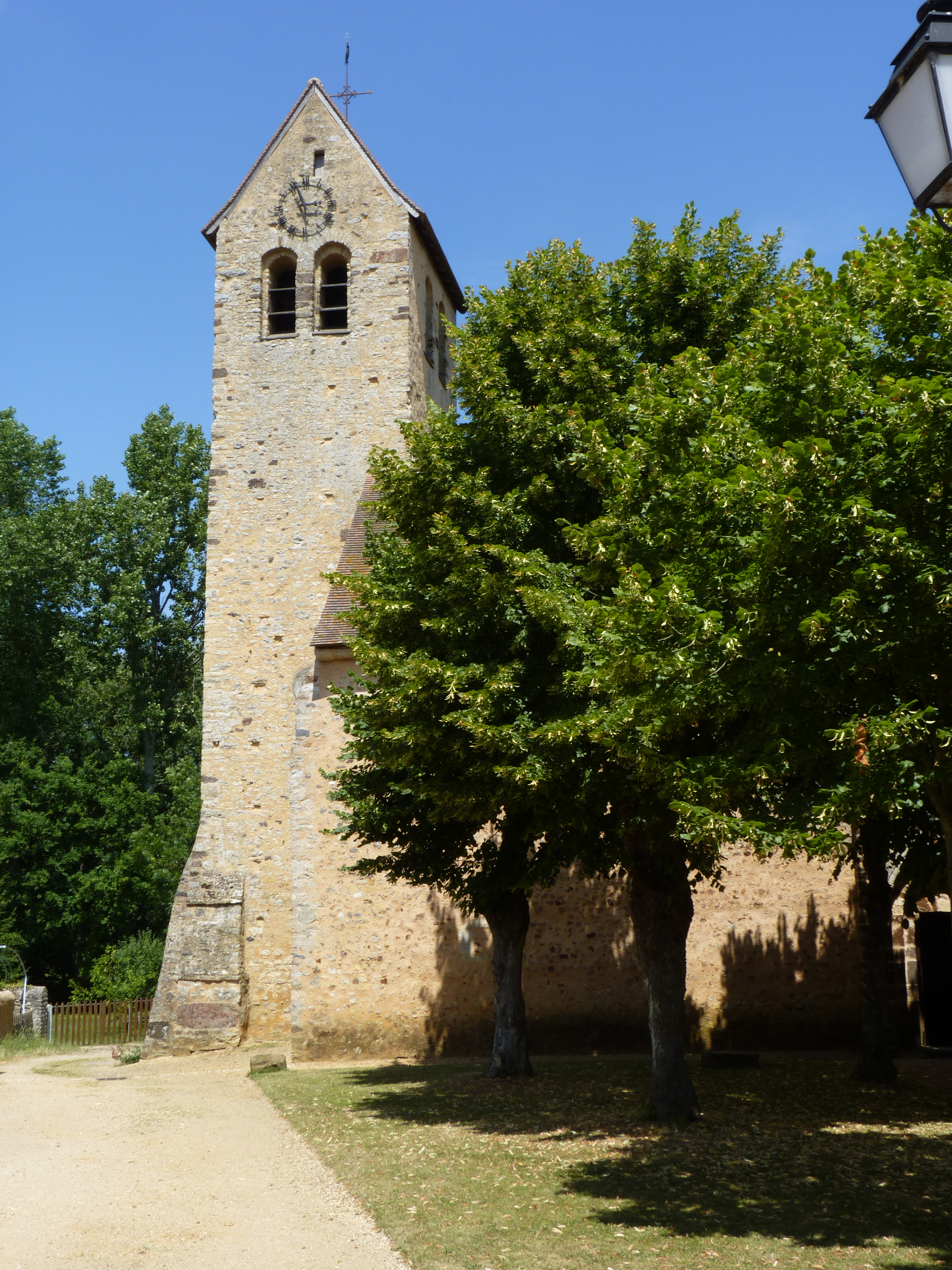
Kirche Saint-Hilaire
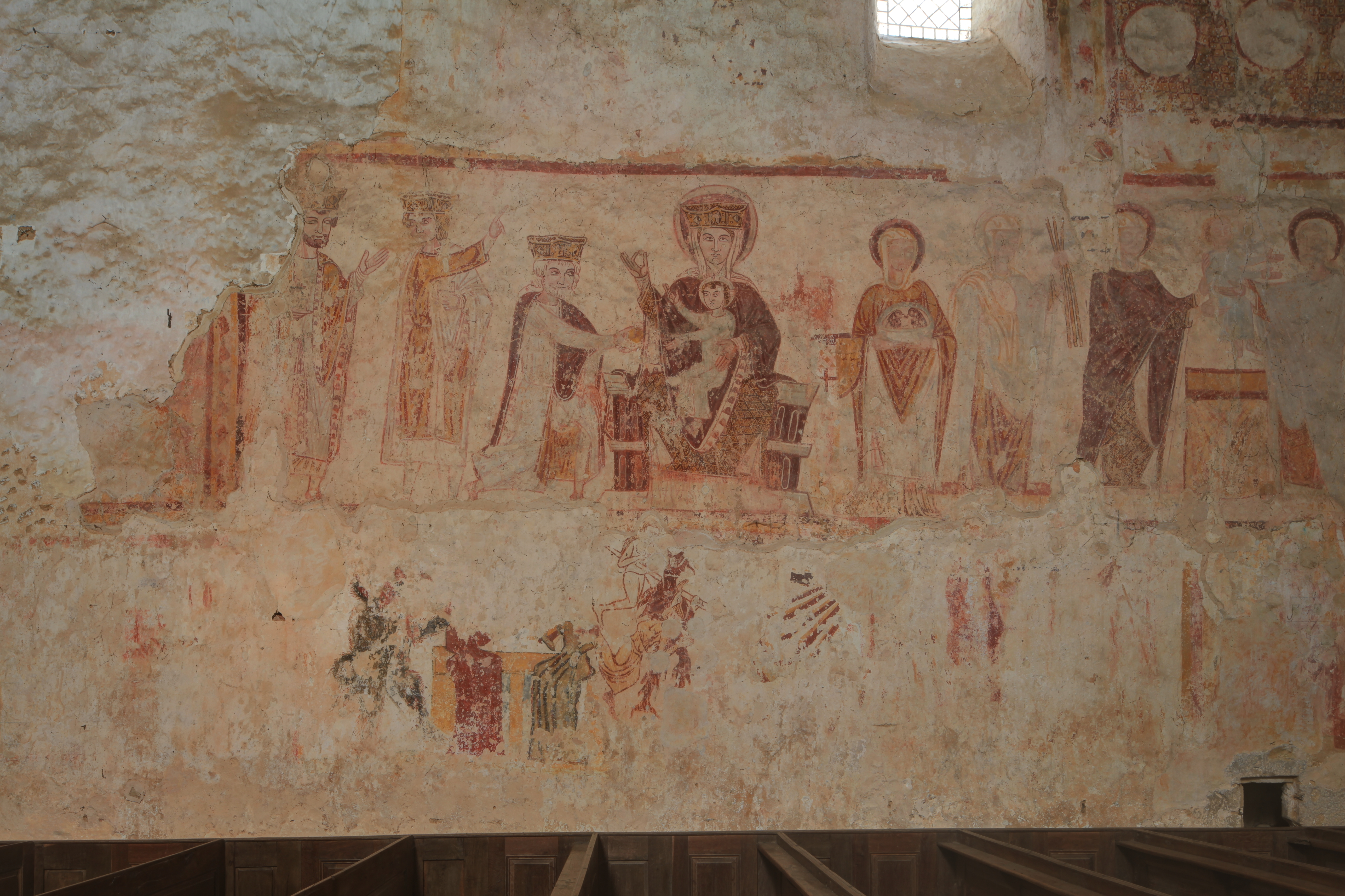
Wandmalereien in der Kirche Saint-Hilaire
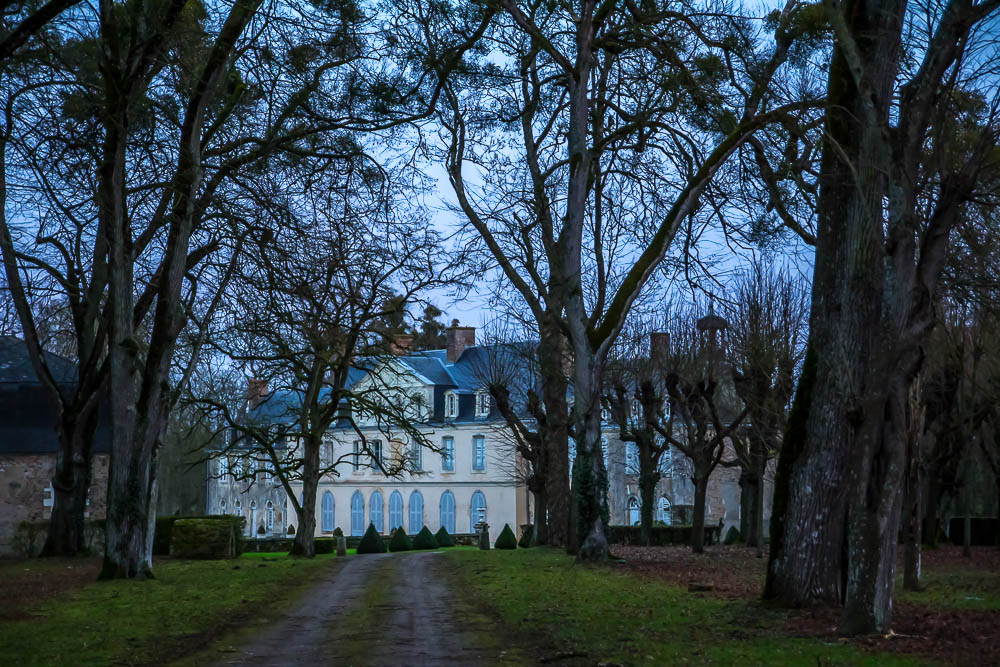
Schloss Moulinvieux
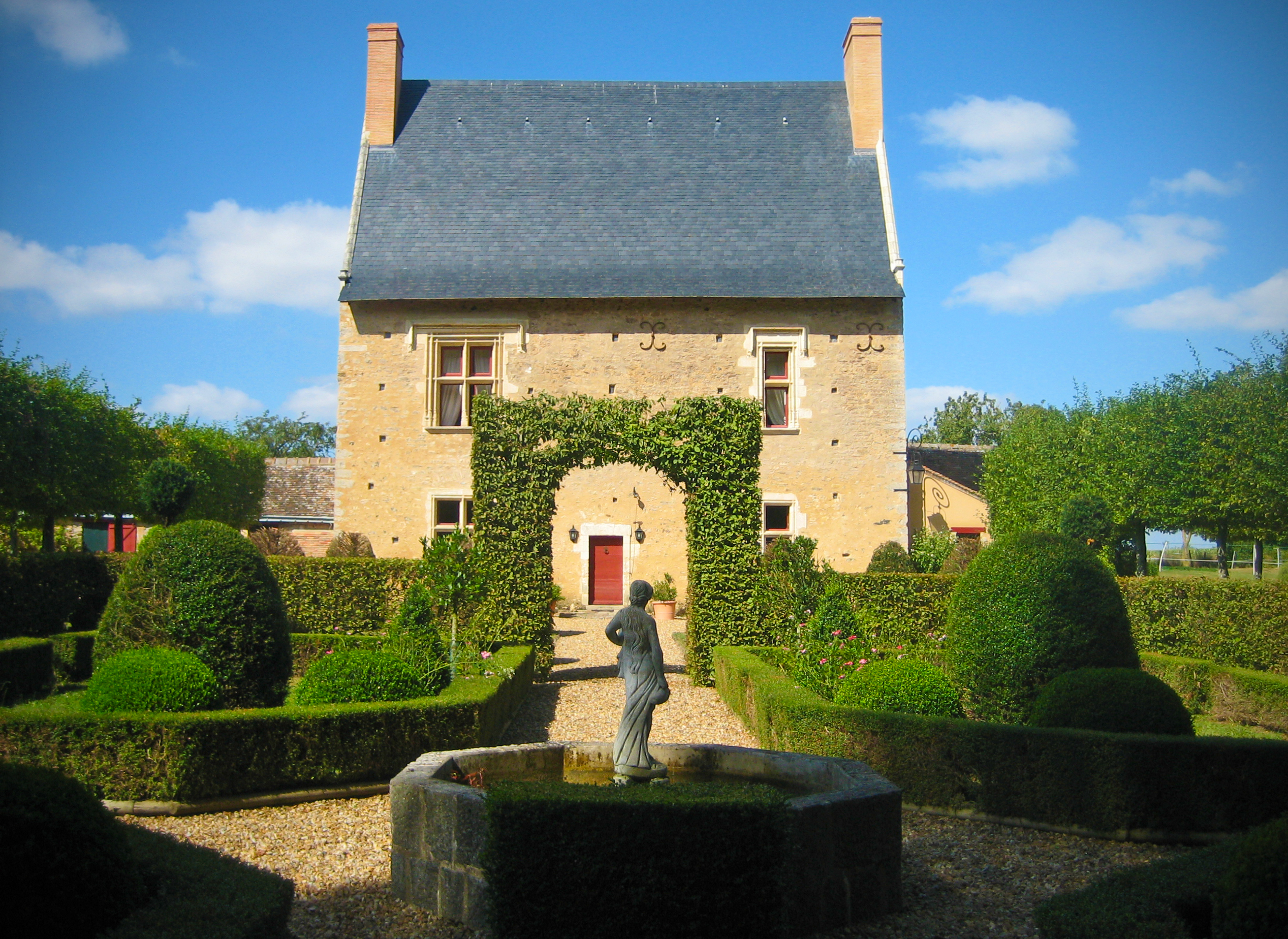
Herrenhaus Les Claies
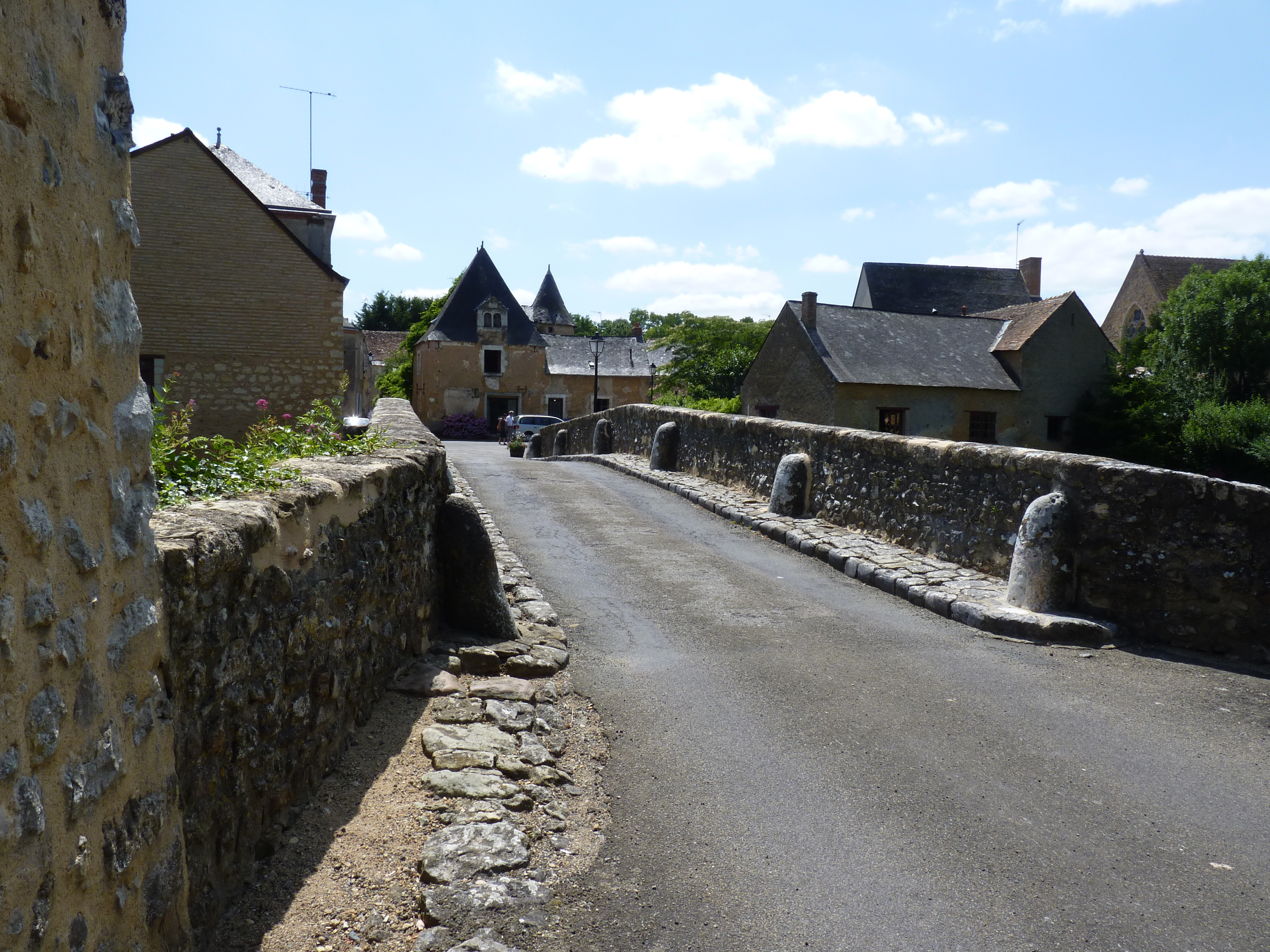
Alte Brücke